# New Hampton (Misuri)
New Hampton es una ciudad ubicada en el condado de Harrison en el estado estadounidense de Misuri. En el Censo de 2010 tenía una población de 291 habitantes y una densidad poblacional de 204,28 personas por km².

## Geografía
New Hampton se encuentra ubicada en las coordenadas 40°15′53″N 94°11′42″O / 40.26472, -94.19500. Según la Oficina del Censo de los Estados Unidos, New Hampton tiene una superficie total de 1.42 km², de la cual 1.42 km² corresponden a tierra firme y (0.18%) 0 km² es agua.

## Demografía
Según el censo de 2010, había 291 personas residiendo en New Hampton. La densidad de población era de 204,28 hab./km². De los 291 habitantes, New Hampton estaba compuesto por el 95.53% blancos, el 0% eran afroamericanos, el 1.72% eran amerindios, el 0% eran asiáticos, el 0% eran isleños del Pacífico, el 0% eran de otras razas y el 2.75% pertenecían a dos o más razas. Del total de la población el 0.34% eran hispanos o latinos de cualquier raza.